# Bataille de Medway
Ne doit pas être confondu avec Raid sur la Medway ou Bataille de Midway.
Conquête romaine de la Bretagne
Batailles
- Expédition de Jules César en Bretagne (55-54 av. J.C.)
- Bataille de Medway (43)
- Bataille de Camulodunum (60 ou 61)
- Bataille de Watling Street (60 ou 61)
- Bataille du Mont Graupius (83 ou 84)

La bataille de Medway est le nom qui est souvent donné à une bataille qui se déroula en 43, peut-être près du fleuve Medway dans les territoires de la tribu de l'âge du fer des Cantiaci, c'est-à-dire dans le comté anglais actuel du Kent. Ce fut l'un des premiers affrontements qui caractérisèrent l'invasion romaine de la Bretagne, commandée par Aulus Plautius. Sa localisation n'est pas cependant certaine et d'autres hypothèses ont été avancées. La bataille nous est connue par le récit de Dion Cassius.

## Déroulement
Dans l'hypothèse habituellement retenue[réf. nécessaire], une importante armée britannique livra bataille aux légions romaines près de Rochester, sur la rivière Medway. La bataille fit rage pendant deux jours et étant donné son rôle crucial, Caius Hosidius Geta se vit ensuite décerner les ornements triomphaux. Les Britanniques furent chassés à travers la Tamise par les Romains avec de lourdes pertes et Togodumnus disparut peu après selon Dion Cassius. En bref, les Romains conquirent et balayèrent le sud-est de l'île, prenant la capitale Camulodunum (l'actuelle Colchester).
Alors que Caratacos s'enfuit vers l'Ouest pour continuer la résistance, l'empereur romain Claude revint à Rome pour obtenir le titre de Britannicus. Les forces de Vespasien marchèrent sur l'Ouest pour mater les tribus jusqu'à Exeter.